# Kōji Matsushita
Pour les articles homonymes, voir Matsushita.
Kōji Matsushita (松下浩二, Matsushita Kōji) est un pongiste né le 28 août 1967 à Toyohashi (Japon). 
Il a un style de jeu défensif. Il utilise un picot long sur son revers et a un très bon déplacement. Il allie attaque et défense et est toujours en flexion sur ses jambes.

## Meilleures performances
- Deux fois Champion du Japon en simple messieurs
- 1996 : Quart-finaliste aux Jeux olympiques à Atlanta
- 1997 :  Médaille de bronze en double aux Championnats du monde à Manchester
- 1998 : Quart-finaliste aux Championnats d'Asie à Osaka